# Ostrowskia magnifica
Ostrowskia magnifica är en klockväxtart som beskrevs av Eduard August von Regel. Ostrowskia magnifica är enda arten i släktet Ostrowskia som ingår i familjen klockväxter. Inga underarter finns listade i Catalogue of Life.

## Bildgalleri

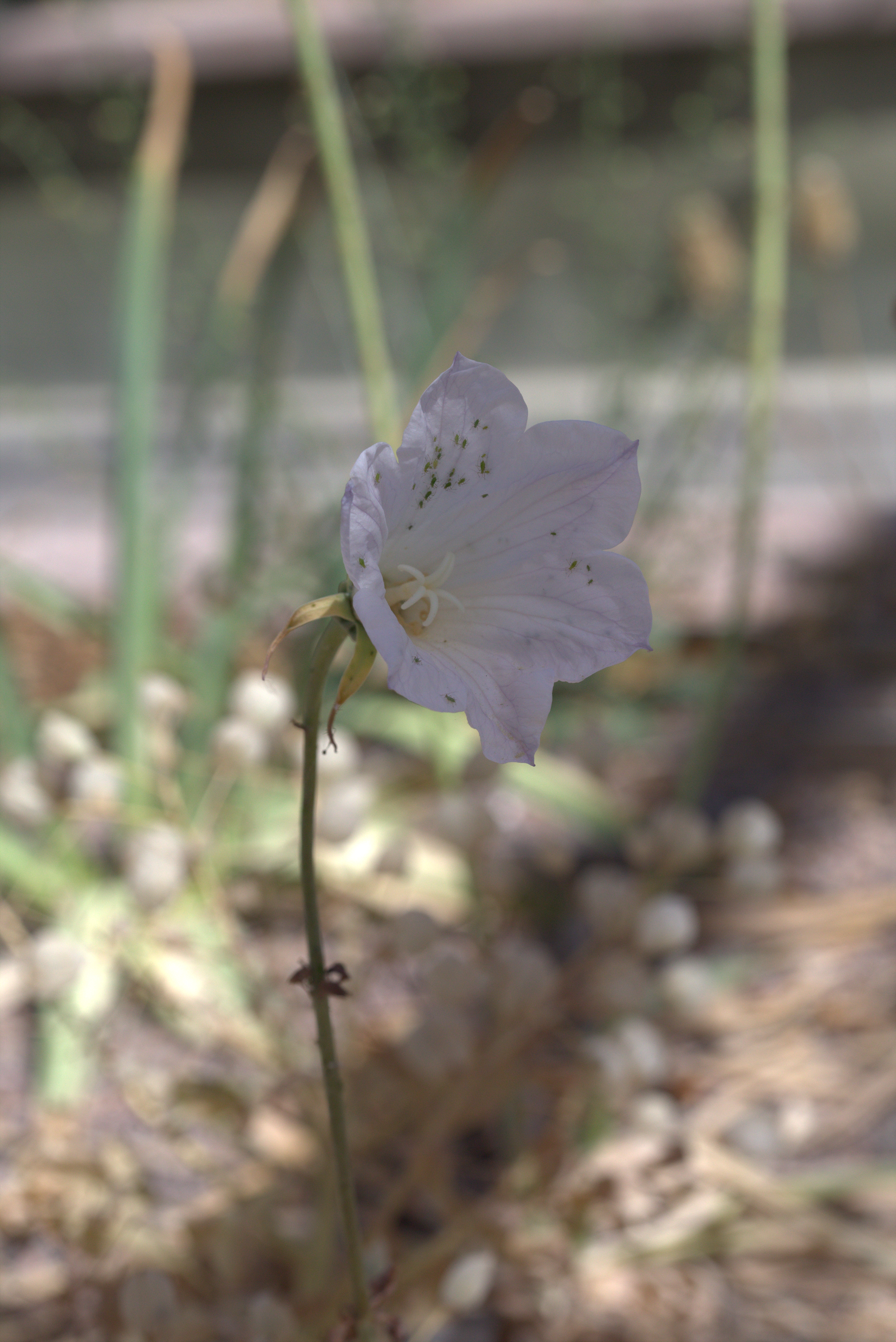
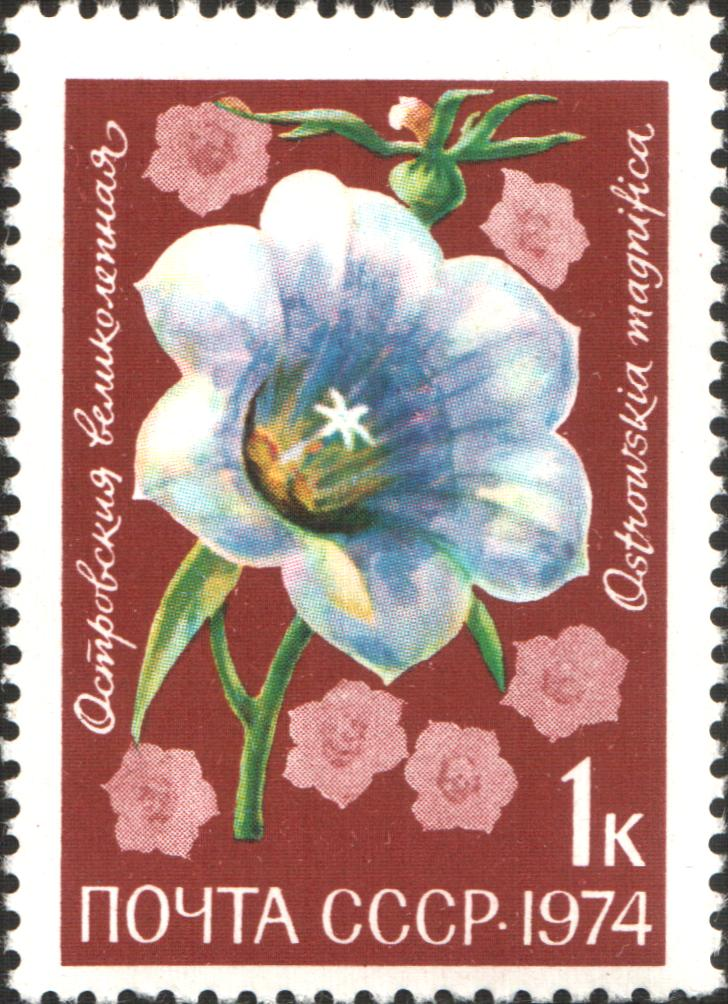